# روبرت إي. دوهرتي
روبرت إي. دوهرتي (بالإنجليزية: Robert Doherty)‏ هو مدرس أمريكي، ولد في 1885، وتوفي في 1950.